# Wayne Biggins
Wayne Biggins (Sheffield, 20 novembre 1961) è un allenatore di calcio ed ex calciatore inglese, di ruolo attaccante.

## Biografia
Suo figlio Harrison è a sua volta un calciatore professionista.

## Carriera

### Giocatore
Esordisce tra i professionisti all'età di 19 anni con il Lincoln City, con cui segna una rete in 8 presenze in quarta divisione, contribuendo alla conquista della promozione in terza divisione; a fine anno viene però svincolato dal club, e nel triennio successivo gioca nelle serie minori, a livello semiprofessionistico. Nel febbraio del 1984 viene tesserato dal Burnley, club di terza divisione, con cui conclude la stagione 1983-1984 segnando 8 reti in 20 partite di campionato. Nella stagione successiva va invece in rete per 18 volte in 46 partite, comunque insufficienti ad evitare la retrocessione dei Clarets in quarta divisione, categoria nella quale inizia la stagione 1985-1986 segnando 3 reti in 12 partite, per poi nell'ottobre del 1985 passare per 35000 sterline al Norwich City, dove con 7 reti in 28 partite contribuisce alla conquista della promozione dalla seconda alla prima divisione.
Nella stagione 1986-1987, all'età di 25 anni, Biggins esordisce dunque in massima serie, mettendovi a segno 4 reti in 31 incontri disputati; nella stagione successiva pur giocando meno (20 presenze) va in rete 5 volte, migliorando così il suo bottino dell'anno precedente. Nell'estate del 1988 Mel Machin, vice del Norwich City appena diventato allenatore del Manchester City, lo porta con sé ai Citizens: qui Biggins nel corso della stagione 1988-1989 segna 9 reti in 32 partite nel campionato di seconda divisione, conquistando per la seconda volta in carriera una promozione in prima divisione. Questa volta non gioca però nella categoria superiore, dal momento che viene ceduto per 250000 sterline allo Stoke City, altro club di seconda divisione: la stagione 1989-1990 delle Potteries, partita con ambizioni di promozione, termina però con una retrocessione in terza divisione, categoria in cui Biggins dopo 10 reti in 35 partite nel suo primo anno nel club gioca per un altro biennio da titolare, con buone medie realizzative (79 presenze e 34 reti totali). Nella stagione 1991-1992 vince tra l'altro anche un Football League Trophy, oltre a perdere la finale play-off per la promozione in seconda divisione. Nell'ottobre del 1992, dopo ulteriori 8 presenze e 2 reti con lo Stoke, viene ceduto al Barnsley, in seconda divisione: qui termina la stagione 1992-1993 segnando 14 reti in 34 partite di campionato, a cui aggiunge anche 2 reti in 13 presenze nella prima parte della stagione successiva, che conclude poi giocando prima in Scozia al Celtic, con cui disputa 9 partite senza mai segnare nella prima divisione locale, ed infine nuovamente allo Stoke, nel frattempo risalito in seconda divisione, con cui realizza 4 reti in 10 presenze. L'anno seguente gioca invece in seconda divisione sia con lo stesso Stoke (17 presenze e 2 reti) che in prestito al Luton Town (7 presenze ed una rete), mentre nella stagione 1995-1996 si divide tra Oxford Utd (10 presenze ed una rete in terza divisione) e Wigan (18 presenze e 2 reti in quarta divisione), club con cui nella stagione 1996-1997 vince poi il campionato di quarta divisione, nel quale mette a segno 3 reti in 33 presenze. Gioca poi fino al 2005, ovvero per altre otto stagioni, ma sempre a livello semiprofessionistico.
In carriera ha totalizzato complessivamente 461 presenze e 130 reti nei campionati della Football League.

### Allenatore
Ha allenato per una stagione (mentre era anche allenatore del club) lo Stocksbridge PS; nella stagione 2004-2005 è stato poi vice allenatore del Buxton, club in cui era anche contemporaneamente un giocatore.

## Palmarès

### Giocatore

#### Competizioni nazionali
- Football League Trophy: 1

Stoke: 1991-1992
- Campionato inglese di quarta divisione: 1

Wigan: 1996-1997
- Northern Premier League: 1

King's Lynn: 1982-1983

#### Competizioni regionali
- Norfolk Senior Cup: 1

King's Lynn: 1982-1983
- Sheffield & Hallamshire Senior Cup: 1

Stocksbridge Park Steels: 1998-1999